# Цитлідзе Гіві Акакійович
Гіві Акакійович Цитлідзе (25 лютого 1923, село Натанебі, тепер Озургетський муніципалітет, Грузія — ?,  Грузія) — грузинський радянський державний діяч, голова колгоспу імені Леніна Махарадзевського району Грузинської РСР. Депутат Верховної ради СРСР 4-го і 10—11-го скликань. Герой Соціалістичної Праці (8.04.1971).

## Життєпис
Народився в селянській родині. У 1937 році вступив до комсомолу. До 1941 року — студент Грузинського сільськогосподарського інституту.
У 1941—1942 роках — агротехнік чайного радгоспу Грузинської РСР.
З 1942 по 1947 рік — в Червоній армії, учасник німецько-радянської війни з вересня 1944 року. Служив командиром кулеметного взводу 1-ї окремої гвардійської мотострілецької бригади 1-го гвардійського танкового корпусу 2-го Білоруського фронту. На кінцевому етапі війни в 1945 році гвардії лейтенант Цитлідзе командував стрілецькою ротою.
Член ВКП(б) з 1944 року.
Після демобілізації повернувся в рідне село Натанебі, з 1947 року працював в колгоспі імені Берії Махарадзевського району Грузинської РСР. Обирався секретарем партійної організації колгоспу імені Берії.
У травні 1952 — жовтні 1953 року — інструктор, завідувач сільськогосподарського відділу Махарадзевського районного комітету КП(б) Грузії; начальник управління сільського господарства та заготівель і заступник голови виконавчого комітету Махарадзевської районної ради депутатів трудящих; 2-й секретар Махарадзевського районного комітету КП Грузії.
У 1953—1991 роках — голова колгоспу імені Леніна села Натанебі Махарадзевського району Грузинської РСР.
Навчався на заочному відділенні Грузинського сільськогосподарського інституту.
Указом Президії Верховної Ради СРСР від 8 квітня 1971 року «за видатні успіхи, досягнуті у розвитку сільськогосподарського виробництва та виконанні п'ятирічного плану продажу державі продуктів землеробства та тваринництва» Цитлідзе Гіві Акакійовичу присвоєно звання Героя Соціалістичної Праці з врученням ордена Леніна та золотої медалі «Серп та Молот».
Після реорганізації господарства Цитлідзе продовжував працювати директором агропромислової фірми «Натанебі» села Натанебі Озургетського району Грузії до 1995 року.

## Звання
- лейтенант

## Нагороди
- Герой Соціалістичної Праці (8.04.1971)
- три ордени Леніна (2.04.1966, 8.04.1971, 22.02.1978)
- орден Олександра Невського (21.02.1945)
- орден Вітчизняної війни І ст. (11.03.1985)
- орден Червоної Зірки (11.09.1944)
- медаль «За визволення Варшави» (1945)
- медаль «За перемогу над Німеччиною у Великій Вітчизняній війні 1941—1945 рр.» (1945)
- медаль «За трудову відзнаку» (2.04.1966)
- медаль «Ветеран праці»
- медалі